# Voggenhofer Sägmühle
Die Voggenhofer Sägmühle ist eine abgegangene Sägemühle auf der Gemarkung von Althütte, einer Gemeinde im baden-württembergischen Rems-Murr-Kreis. Von Mühle und Wohnhaus haben sich keine Reste erhalten.

## Lage
Die Mühle stand in tief eingeschnittenen Tal des Strümpfelbachs, etwa 1,3 Kilometer östlich der Ortsmitte von Althütte und etwa 325 Meter südlich der Nonnensägmühle. Zirka 660 Meter südlich der Voggenhofer Sägmühle stand die ebenfalls abgegangene Westliche Hägerhofer Sägmühle.

## Geschichte
Die Voggenhofer Sägmühle war wohl einst den Voggenhöfen (Oberer-, Mittlerer- und Unterer Voggenhof) zugeteilt. Der ungewöhnliche Namensbestandteil Vogge (= Stute) weist auf die Anwesenheit von Pferdezüchtern aus Friesland hin, die wohl zur Zeit Karls des Großen nach Alemannien zwangsumgesiedelt wurden.
Erstmals erwähnt wurde die Voggenhofer Sägmühle im Jahre 1765, jedoch dürfte sie deutlich älter gewesen sein. Bei der ersten Württembergischen Landesvermessung von 1831 wurde die Sägemühle erstmals in einem Kartenwerk erfasst. Sie bestand zu dieser Zeit aus der Sägemühle und einem Wohnhaus. Eigentümer war eine Gemeinschaft um den damaligen Schultheiß von Althütte, Schallenmüller. Die Mühle verfügte nur über ein Wasserrad.
Während des großen Mühlensterbens am Ende des 19. Jahrhunderts wurde die Mühle stillgelegt. Der Abbruch erfolgte zwischen 1880 und 1890.